# Леся+Рома
Леся+Рома (укр. Леся+Рома) — первый украиноязычный комедийный телесериал (ситком), поставленный на телеканале ICTV; украинская версия международного франкоканадского телепроекта Un gars, une fille, реализованного в 29 странах мира. Персонажи в сериале разговаривают в основном на украинском языке, хотя часть постоянных персонажей — только на русском; главный герой Рома предпочитает по-русски крепко ругаться. Режиссёр-постановщик сериала — Александр Даруга. В главных ролях — Ирма Витовская и Дмитрий Лаленков. Демонстрировался на канале ICTV, типичный рейтинг эпизода составлял 2 миллиона зрителей.
Сериал стал лауреатом премии Телетриумф-2006 как лучший сериал года.

## Сюжет
Как и в оригинальном  сериале двое влюблённых живут в одной квартире. По течению сериала они решают проблемы, делают покупки, ездят отдыхать и навещают родственников. Сериал показывает типичные взаимоотношения между парой и их бытовые проблемы.